# Bröllopsbesvär (roman)
Bröllopsbesvär är en roman från 1949 av Stig Dagerman. Boken filmatiserades av Åke Falck år 1964. Se Bröllopsbesvär (1964). Boken har även blivit en pjäs på Göteborgs stadsteater.

## Handling i korthet
Handlingen utspelar sig under ett dygn i en liten by. Den gravida bonddottern Hildur Palm ska gifta sig med slaktaren Hilmer Westlund, som är änkling och har en dotter, Siri. Barnet som Hildur väntar är dock inte Hilmers utan lantarbetaren Martins. Martin är dock försvunnen, och Hildur vill inte bli en ensamstående mor, som systern Irma. Då gifter hon hellre med den alkoholiserade slaktaren, som är dubbelt så gammal som hon själv. Gårdens piga, Svea, väntar dessutom barn med Hilmer. Under natten träffar Hildur Martin, som befunnit sig i ladan, men Hildur avvisar honom, det är för sent, och han hänger sig.

## Digitaliserad utgåva
- Bröllopsbesvär. Stockholm: Norstedt. 1949. Libris 5qgw8d1f3dgd4x26. https://gupea.ub.gu.se/2077/84598